# The Monster
The Monster – singiel amerykańskiego rapera Eminema i pochodzącej z Barbadosu, Rihanny. Został wydany 29 października 2013 roku cyfrowo oraz na CD.
W 2015 roku singel zdobył Nagrodę Grammy w kategorii "Najlepsza rapowa piosenka/kolaboracja".